# Tetragnatha tristani
Tetragnatha tristani là một loài nhện trong họ Tetragnathidae.
Loài này thuộc chi Tetragnatha. Tetragnatha tristani được miêu tả năm 1909 bởi Banks.